# Exportkreditgaranti
Exportkreditgaranti är en sorts försäkring som lämnas av Exportkreditnämnden. Denna försäkring ger ekonomisk kompensation när en exportör inte får tillräcklig betalning eller drabbas av annan förlust i samband med export.